# Eilpetition
Der Begriff Eilpetition wurde ursprünglich als Bezeichnung für eine der Maßnahmen geprägt, die Amnesty International im Rahmen ihrer Eilaktionen gegen akute Menschenrechtsverletzungen unternimmt. Inzwischen wird er aber auch für dringende Petitionen im herkömmlichen Sinn verwendet.

## Geschichte
Im Mai 1999 schuf ein Mitarbeiter von Amnesty International Konstanz den Begriff Eilpetition für vorgefertigte, dringende Appelle (Bitten oder Beschwerden, engl. Urgent Action), die bei akuten Menschenrechtsverletzungen an die zuständigen Stellen von unterschiedlicher, meist nicht-nationaler Seite geschickt werden sollten.
Adressaten von Eilpetitionen in diesem ursprünglichen Sinne waren und sind bis heute häufig ausländische Staatsanwälte, Richter, Gouverneure, Staatspräsidenten, Minister, Militärpersonen, Gefängnisdirektoren, Botschafter, Konsule, Polizeistellen oder auch Unternehmen. Damit unterschieden sich Eilpetitionen grundsätzlich von den bis dahin üblichen Petitionen, was auch die Einführung und Registrierung einer neuen Domain eilpetitionen.de mit der Entwicklung der dazugehörigen Webseite erforderlich machte. Dort können solche Appelle als vorformulierte Textvorschläge heruntergeladen, individuell abgeändert und danach per Brief, Fax, E-Mail oder Twitter-Nachricht versandt werden. Die Abfassung der Vorschläge erfolgt meist auf Englisch, Spanisch oder Französisch, teilweise mit Übersetzung ins Deutsche.
Die Vorschläge sind kein Ersatz für individuelle Formulierungen, helfen aber bei unzureichenden Sprachkenntnissen und verkürzen den Zeitaufwand für völlig selbständig verfasste Briefe. Sie können nach der Überzeugung vieler Amnesty-Unterstützer die Wirksamkeit von Eilaktionen erheblich verstärken, da es bei ihnen vor allem auf rasche Reaktionen und eine möglichst große Anzahl von Appellen ankommt. Sie sind im langjährigen Durchschnitt und im Hinblick auf alle Länder in 40 Prozent aller Fälle erfolgreich. Das bedeutet zum Beispiel: Gewaltlose politische Gefangene werden freigelassen, Folterungen unterbunden, Todesurteile umgewandelt oder bei Gefangenen werden zumindest Hafterleichterungen erreicht.
Seit 1999 wird der Begriff Eilpetition (oder Eil-Petition) zunehmend auch für herkömmliche Petitionen verwendet, die zwar (z. B. wegen Gefahr im Verzug) als dringend erscheinen, aber keinen Bezug zur Menschenrechtsarbeit im engeren Sinne haben oder sich an inländische Adressaten richten. Beispiele für derartige Eilpetitionen ohne Menschenrechtsbezug sind
- Eine Eilpetition an den Bayerischen Landtag sollte 2010 die Schließung einer Schule verhindern.[2]
- Mit einer Eilpetition an den Deutschen Bundestag soll die Vernichtung des künstlerischen Nachlasses von Fritz Kühn durch eine drohende Zwangsräumung verhindert werden.[3]